# مانسا (گجرات)
مانسا (به انگلیسی: Mansa) یک منطقهٔ مسکونی در هند است که در Mansa Taluka واقع شده‌است. مانسا ۳۰٬۳۴۷ نفر جمعیت دارد و ۹۴ متر بالاتر از سطح دریا واقع شده‌است.